# AS Vitré
Amicale Sportive de Vitré – francuski klub piłkarski z siedzibą w Vitré.

## Historia
Klub został założony w 1907. W swojej historii przez jeden sezon występował w trzeciej lidze (w edycji 1992/1993 w grupie Ouest), spadł wówczas jednak do czwartej ligi.

## Reprezentanci kraju grający w klubie
stan na listopad 2023
|  | - Moïse Adilehou - Moustapha Agnidé - Sahnoune Gouda - Abou Maïga - Junior Assoumou - Geoffray Durbant - Steve Haguy |  | - Vidian Valérius - Franck Etoundi - Jérémy Gagnon-Laparé - Mimille Okiélé - William Gros - Christopher Fourmy - Baye Djiby Fall |